# Мария Стюарт
Вижте пояснителната страница за други личности с името Мария Стюарт.
Мария I (рождено име: Мария Стюарт, на английски: Mary Stuart; 8 декември 1542 – 8 февруари 1587) е кралица на Шотландия, по-късно кралица на Франция (1559 – 1560) като съпруга на Франсоа II, също и претендентка за английския престол. За участието си в заговори срещу английската кралица Елизабет I е осъдена за държавна измяна и е екзекутирана.

## Биография

### Раждане и коронация
Принцеса Мария Стюарт е родена на 8 декември 1542 г. в двореца Линлитгоу, Шотландия. Дъщеря е на краля на Шотландия Джеймс V и Мари дьо Гиз. Тя е единственото живо законно дете на Джеймс V и когато той умира само шест дни след раждането ѝ, на 14 декември Мария става новата кралица на Шотландия. Джеймс Хамилтън, 2-ри граф д'Аран, е следващият по линия на наследяване на шотландския престол и става регент на Мария до 1554 г., когато е отстранен от майката на кралицата, която остава регент до смъртта си през 1560 г.
Мария Стюарт е коронована на 9 септември 1543 г. в кралския параклис в замъка Стърлинг. Така обаче е нарушен току-що сключеният Гринуички договор с Англия, по силата на който Мария трябва да се омъжи за Едуард, сина на краля на Англия Хенри VIII, и двете корони да се обединят. Шотландският парламент къса договора, и за да наложи волята си, Хенри започва война, като по негова заповед са предприети редица опустошителни нападения в Шотландия, опожарявани са реколтите, абатствата, включително и мястото, където е погребан Джеймс V.
Мари дьо Гиз укрива дъщеря си в замъка Дъмбартън. По предложение на новия крал на Франция Анри II на 7 юни 1548 г. e подписан договор, според който Мария Стюарт ще се омъжи за сина на Анри II – дофина Франсоа, две години по-млад от нея. В помощ на Шотландия е изпратена френска войска. През 1548 г. на 5-годишна възраст Мария е изпратена във Франция.

### Живот във Франция
Мария пристига във Франция с неголяма свита, сред която са двама нейни полубратя и четири млади придворни дами на нейна възраст от шотландски благороднически семейства, които носят името Мария. Мария Стюарт прекарва голяма част от детските си години във френския кралски двор, където получава отлично образование.
На 24 април 1558 г. на 15 години тя се омъжва за дофина Франсоа в катедралата на Нотр Дам в Париж. Когато Анри II умира на 10 юли 1559 г., и Франсоа го наследява Мария става кралица на Франция.
Шестнадесетгодишният Франсоа II умира на 5 декември 1560 г. от ушна инфекция. Шест месеца преди това тя загубва и майка си Мари дьо Гиз. На следващата година Мария решава да се завърне в Шотландия, която вече е протестантска страна, след религиозните реформи, проведени от Джон Нокс.

### Завръщане в Шотландия
През 1561 г. Мария Стюарт се завръща в Шотландия и поема управлението на страната. Смъртта на Франсоа II премахва възможността за анексиране на Шотландия от Франция – нещо от което мнозина шотландци се страхуват. При все това има още една сериозна пречка управлението на Мария Стюарт – нейната религия.
Никой не се заблуждава, че е възможно младата кралица да стане протестантка, но, ако тя се съгласи да признае промяната, би могло да се намери modus vivendi. Преобладаващата част от благородниците по това време са готови да ѝ позволят, да изповядва католицизма, в качеството на лична религия. Единствено Джон Нокс се противопоставя енергично, но той няма решаващо влияние върху политиката на Шотландия.
Личността, която бързо утвърждава себе си в двора на Мери Стюарт е незаконнороденият брат на Мария – лорд Джеймс, който окончателно се разделя с кариерата на духовник, за да приеме новата си вяра. През 1560 г. той е 30-годишен и демонстрира гъвкавост, съчетана с твърдост. Тези качества обещавали да го отведат далече.
Във Франция като вдовица Мария Стюарт престава да играе каквато и да е роля. Чичовците ѝ – херцозите Дьо Гиз – я подтикват да се върне в Шотландия. Кралицата майка Катерина Медичи, която регентства от името на сина си Шарл IX бърза да се отърве от нея. Мария е само на деветнадесет години и бъдещето ѝ е в Шотландия, освен ако не се омъжи за друг европейски принц. При нея се явяват едновременно двама пратеници от родината ѝ – Джон Лесли, бъдещ епископ на Рос (той представлява лордовете католици, чийто водач е Джордан Гордън, граф Хънсли); другото предложение идва от самия лорд Джеймс, нейния полубрат.
Лорд Джеймс обещава на своята полусестра свободно да изповядва вярата си, но в замяна тя трябва да обещае, че няма да се опитва да възстанови католицизма в Шотландия. Споразумението е сключено на 15 август 1561 г. Мария Стюарт, кралица на Шотландия (или по-скоро – кралица на шотландците  Quuen of Scots, според официалната ѝ титла) и вдовстваща кралица на Франция – отпътува от Кале за родината си.

#### Управление на Мария Стюарт
Първоначално Мария смята да отпътува за Англия и да се срещне с Елизабет I. Последната сухо отказва да даде разрешение. Случката потриса общественото мнение във Франция и другите католически страни – Елизабет не може да прости на братовчедка си, че две години по-рано изявява претенции към престола на Англия (Елизабет се е заклела да не се омъжва).
Младата кралица след тежко пътуване слиза в Лейт на 20/21 август. До този момент поданиците ѝ не я познават. По общо мнение тя е чаровна, енергична, преизпълнена с жажда за живот. Независимо от привидностите, е много упорита и способна да отстоява своето. Така, както възнамерява да не отменя шотландските закони, гласувани предната година от Парламента, така не отстъпва по отношение на собствените си права: „Нямам намерение да противореча на моите поданици за религията и очаквам да постъпват по същия начин с мен“ – заявява тя.
Още първата неделя след пристигането ѝ, протестанти-фанатици се опитват да попречат на провеждането на литургия в параклиса на замъка Холируд. Налага се лорд Джеймс лично да се намеси, за да въдвори ред и да изпълни обещанието, дадено пред кралицата (за голямо възмущение на Нокс). Управлението на Мери Стюарт започва лошо. При все това хоризонтът бързо се прояснява. Мария удържа обещанието си и печели симпатиите на народа. Тя публикува прокламация, в която утвърждава установената от Парламента система. В Единбург животът се връща към нормален ритъм. В Холируд музиката и празненствата са подновени, веднага щом свършва траурът на кралицата. Лорд Джеймс също изпълнява своите обещания – обуздава Джон Нокс и неговите последователи (крайните хугеноти) и съветва Мария в курс към умереност.
През лятото на 1562 г. Мария и Джеймс вдигат войските да потеглят на север, за да усмирят католика лорд Хънтли, чийто син вдига бунт. Хънтли, обявен извън закона, загива в битка, провинилият се е екзекутиран, а имуществото на Джордан Гордън (водачът на католиците) – конфискувано. За всички в страната външната политика се определя от лорд Джеймс. След похода срещу Хънтли Мария го прави граф Мъри и той е известен в историята с това име.
За нещастие на Мария един кардинален проблем остава нерешен – отношенията ѝ с нейната братовчедка Елизабет I. Последната отказва всякаква среща между двете, преди Мария Стюарт завинаги да се откаже от английската корона. Мария отказва да поеме подобен ангажимент. Тя счита, че ако Елизабет няма преки наследници (а Елизабет не желае да се омъжи), с е в правото си да заяви претенции след евентуална нейна кончина, като най-близка кръвна родственица. Дори протестантските лордове в Шотландия я подкрепят. Това повишава градуса на напрежение между двете кралици-родственици.

#### Втори брак на Мария Стюарт (1565 – 1567)
Елизабет спекулира с възрастта си (тя е десет години по-голяма от Мария) и с властта си – по собствена инициатива се прави на опекун на по-младата си братовчедка. Тя се обявява за съдник, спрямо кандидатите за ръката на Мария. Последната, макар да е млада вдовица, съвсем не възнамерява да остане такава до края на живота си. В продължение на три години се води сложна дипломатическа игра, при която Елизабет отхвърля под измислени претексти много претенденти за ръката на Мария Стюарт – сина на краля на Испания, ерцхерцога на Австрия, краля на Франция Шарл IX, херцог Анжу, принц Конде, херцозите на Ферара, краля на Дания, херцог Норфолк, граф Уоруик, граф Аран. Притисната до стената накрая Елизабет вади като кандидат своя приятел от детинските години граф Лестър (за когото се предполага, че е неин фаворит). Мария Стюарт отхвърля предложението със сарказъм.
Гордиевият възел е разсечен през 1565 г., когато на сцената излиза братовчедът на Мария (по майчина линия) – лорд Хенри Дарнли, син на граф Ленъкс и Маргарет Дъглас. Той е снажен, висок, 20-годишен младеж и говори прекрасно френски. Баща му, граф Ленъкс, е прогонен от Шотландия в Англия през 1544 г. и младият Хенри се ражда поданик на Елизабет. Щом го вижда, Мария моментално се влюбва в него. На 29 юли 1565 г., пет месеца след пристигането му в Шотландия, Мария се жени за Хенри Стюарт, лорд Дарнли. През следващата година се ражда единственият им син. Този брак се превръща в причина за всички нещастия, които ще сполетят Мария Стюарт. Хенри Дарнли се оказва вятърничав и подлец. Още по-лошо – оказва се католик. Протестантската фракция в Шотландия, начело с Нокс, виждат в него заплаха. Най-лошото е, че с тази своя прищявка Мария Стюарт отблъсква не само Елизабет и протестанстките лордове, но и полубрат си – граф Мъри/лорд Джеймс, който преценява Дарнли като опасен съперник. Замъкът в Глазгоу бързо се превръща в арена на интриги, предателствата се множат. Граф Мъри и Мария окончателно късат отношения и тя се обръща с молба за помощ към краля на Испания, фанатичен католик. Граф Мъри напуска двора и се сближава с граф Аргайл. Мария Стюарт обявява граф Мъри за бунтовник и, заедно със своя съпруг, лично повежда армията срещу Мъри. Кампанията, която е наречена „надбягване-преследване“(„Chaseabaout raid“), приключва бързо. В края на август 1565 г. Мъри, Аргайл и Шатерло са принудени да отстъпят. Последните двама полагат клетви за вярност (при все това Шатерло бяга във Франция и се връща след края на управлението на Мария Стюарт), а граф Мъри забягва в Англия.
В края на 1565 г. Мария Стюарт е в своя апогей. Протестантските лордове вярват, че на „Божията църква“ е сложен край, а в католическа Европа се говори за отвоюване на Шотландия. Мария умело лавира между двете крайности. По това време тя е омъжена и има предаността на лордовете и народа си. Изглежда, че нещата се нареждат за нея. Но брачните ѝ несполуки ще решат друго.
Някъде от 1563 – 1564 Мария има за секретар италианеца Дейвид Рицио, който е духовит мъж и забавен компаньон. В началото отношенията на италианеца с лорд Дарнли са отлични. Той се превръща бързо в неразделен негов довереник. Постепенно обаче придворните започват да сеят съмнения в Дарнли за естеството на връзката между Мария и Рицио. Протестантските лордове усещат възможност да елиминират католическата заплаха. Те организират нападение на 9 март 1566 г. и Дейвид Рицио е убит (уж случайно, всъщност с подкрепата на Дарнли) буквално пред очите на Мария.
В последвалите събития успява да изпъкне фигурата на Джеймс Хепбърн, граф Болтуел. Макар да е протестантски лорд, именно той ще докаже своята вярност и ще отведе кралицата в безопасност, в имението си в Дънбар. Дарнли отрича да има нещо общо с убийството. Мария се преструва, че му вярва. Останалите заговорници бягат в Англия. Кралицата се връща в Единбург – тя е бременна в шестия месец. Заобиколена е от верни лордове – Богуел, Хънтли (сина на разбунтувалия се лорд, който с времето се превръща в нейна сигурна опора), Атол, Ливингстън и Флеминг. Тя като че ли удържа победа, но мъжът ѝ продължава да ходи на съмнителни места и да се държи непоносимо.
На 9 юни 1566 г. се ражда единственият син на Мария Стюарт. Шотландия ликува, а Елизабет става кръстница на детето, но кръщавката е по католически. Бащата – лорд Дарнли – не присъства на радостното събитие. Това предвещава буря. На 10 февруари 1567 г. лорд Дарнли е убит.

#### Трети брак на Мария Стюарт (1567 – 1578)
На 15 май същата година Мария се омъжва за Джеймс Хепбърн, 4-ти граф на Ботуел, за когото е широко разпространено мнението, че е виновен за убийството на Дарнли. Общественото мнение този път запомнило само едно нещо – Мария Стюарт се омъжва за убиеца на съпруга си. Ленъкъс тръби, че това е прелюбодеяние. Месец по-късно протестантските лордове въстават срещу Мария. Конфликтът се решава на 15 юни 1567 на възвишението Карбъри Хил, на 8 км от Единбург. Там френският посланик играе ролята на арбитър. На Джеймс Хепбърн, граф Ботуел, е позволено да се оттегли безпрепятствено в Дания (където десет години по-късно той умира в затовора), докато Мария е отведена в плен и впоследствие на 26 юли 1567 г. принудена да абдикира в полза на сина си Джеймс, който 36 години по-късно наследява и английския престол под името Джеймс VІ. Регентството над сина ѝ поема граф Мъри.

#### След абдикацията
Мария с изненада установява, че граф Мъри не се държи приятелски като брат, а сурово като раздразнен настойник. Тя скоро е принудена да се прости с илюзиите, че той ще ѝ върне короната. Още по-изненадани са обаче лордовете, защото с тях граф Мъри се държи не като с марионетка, а едва ли не като крал с поданици. Впрочем, през този период отношенията между двете братовчедки не са стигнали критична точка и Елизабет I настоява Мария да бъде освободена, а освен това шотландската кралица има и много приятели.
На 5 срещу 6 май 1568 г. Мария бяга от Лоухевън със съдейството на братовчеда на своя тъмничар, Джордж Дъглас, който е влюбен в нея, както и с помощта на Хамилтънови. Привържениците ѝ веднага се стичат при нея в замъка Хамилтън, близо до Глазгоу. Тя е заобиколена от графовете Аргайл, Хънтли, Касълз, Съдърланд, архиепископ Съдърланд и много висши духовници и лордове. Тържествено се отрича от насила изтръгнатата от нея абдикация и се заема да смаже бунтовниците начело с граф Мъри. На 13 май обаче е изненадана от войските му, южно от Лангсайд (близо до Глазгоу), където тя губи сражението и успява да избяга на юг, но в Англия е затворена от Елизабет I и държана в плен в продължение на 19 години. В това време Мария участва в няколко заговора срещу Елизабет I.
Мария Стюарт е осъдена за държавна измяна и на 8 февруари 1587 г. е обезглавена в замъка „Фодърингхей“. Погребана е в катедралата в Питърбъро, но през 1612 г. по искане на сина ѝ, Джеймс VI, тленните ѝ останки са пренесени в семейната гробница на Хенри VII в Уестминстърското абатство.

## Предшественици
|  |                                       |  |  |  |  |  |  |  |  |  |  |  |  |  |  |  |
|  | Джеймс III                            |  |  |  |  |  |  |  |  |  |  |  |  |  |  |  |
|  |                                       |  |  |  |  |  |  |  |  |  |  |  |  |  |  |  |
|  |                                       |  |  |  |  |  |  |  |  |  |  |  |  |  |  |  |
|  | Джеймс IV                             |  |  |  |  |  |  |  |  |  |  |  |  |  |  |  |
|  |                                       |  |  |  |  |  |  |  |  |  |  |  |  |  |  |  |
|  |                                       |  |  |  |  |  |  |  |  |  |  |  |  |  |  |  |
|  | Маргарита Датска                      |  |  |  |  |  |  |  |  |  |  |  |  |  |  |  |
|  |                                       |  |  |  |  |  |  |  |  |  |  |  |  |  |  |  |
|  |                                       |  |  |  |  |  |  |  |  |  |  |  |  |  |  |  |
|  | Джеймс V                              |  |  |  |  |  |  |  |  |  |  |  |  |  |  |  |
|  |                                       |  |  |  |  |  |  |  |  |  |  |  |  |  |  |  |
|  |                                       |  |  |  |  |  |  |  |  |  |  |  |  |  |  |  |
|  | Хенри VII, крал на Англия             |  |  |  |  |  |  |  |  |  |  |  |  |  |  |  |
|  |                                       |  |  |  |  |  |  |  |  |  |  |  |  |  |  |  |
|  |                                       |  |  |  |  |  |  |  |  |  |  |  |  |  |  |  |
|  | Маргарита Тюдор                       |  |  |  |  |  |  |  |  |  |  |  |  |  |  |  |
|  |                                       |  |  |  |  |  |  |  |  |  |  |  |  |  |  |  |
|  |                                       |  |  |  |  |  |  |  |  |  |  |  |  |  |  |  |
|  | Елизабет Йоркска                      |  |  |  |  |  |  |  |  |  |  |  |  |  |  |  |
|  |                                       |  |  |  |  |  |  |  |  |  |  |  |  |  |  |  |
|  |                                       |  |  |  |  |  |  |  |  |  |  |  |  |  |  |  |
|  | Мария Стюарт                          |  |  |  |  |  |  |  |  |  |  |  |  |  |  |  |
|  |                                       |  |  |  |  |  |  |  |  |  |  |  |  |  |  |  |
|  |                                       |  |  |  |  |  |  |  |  |  |  |  |  |  |  |  |
|  | Рене II Лотарингски                   |  |  |  |  |  |  |  |  |  |  |  |  |  |  |  |
|  |                                       |  |  |  |  |  |  |  |  |  |  |  |  |  |  |  |
|  |                                       |  |  |  |  |  |  |  |  |  |  |  |  |  |  |  |
|  | Клод Лотарингски, 1-ви херцог дьо Гиз |  |  |  |  |  |  |  |  |  |  |  |  |  |  |  |
|  |                                       |  |  |  |  |  |  |  |  |  |  |  |  |  |  |  |
|  |                                       |  |  |  |  |  |  |  |  |  |  |  |  |  |  |  |
|  | Филипа Гелдерландска                  |  |  |  |  |  |  |  |  |  |  |  |  |  |  |  |
|  |                                       |  |  |  |  |  |  |  |  |  |  |  |  |  |  |  |
|  |                                       |  |  |  |  |  |  |  |  |  |  |  |  |  |  |  |
|  | Мари дьо Гиз                          |  |  |  |  |  |  |  |  |  |  |  |  |  |  |  |
|  |                                       |  |  |  |  |  |  |  |  |  |  |  |  |  |  |  |
|  |                                       |  |  |  |  |  |  |  |  |  |  |  |  |  |  |  |
|  | Франсоа, граф дьо Вандом              |  |  |  |  |  |  |  |  |  |  |  |  |  |  |  |
|  |                                       |  |  |  |  |  |  |  |  |  |  |  |  |  |  |  |
|  |                                       |  |  |  |  |  |  |  |  |  |  |  |  |  |  |  |
|  | Антоанета дьо Бурбон                  |  |  |  |  |  |  |  |  |  |  |  |  |  |  |  |
|  |                                       |  |  |  |  |  |  |  |  |  |  |  |  |  |  |  |
|  |                                       |  |  |  |  |  |  |  |  |  |  |  |  |  |  |  |
|  | Мари дьо Люксембург                   |  |  |  |  |  |  |  |  |  |  |  |  |  |  |  |
|  |                                       |  |  |  |  |  |  |  |  |  |  |  |  |  |  |  |
|  |                                       |  |  |  |  |  |  |  |  |  |  |  |  |  |  |  |

## Мария Стюарт в изкуството и литературата
Образът и съдбата на Мария Стюарт са интерпретирани в редица произведения на изкуството, в музиката, в литературата, в театъра и в киното.
Някои от най-известните произведения са:

### Проза и поезия
- Уолтър Скот, „Абатът“ (1820) – исторически роман, посветен на Мария Стюарт
- Стефан Цвайг, „Мария Стюарт“ (1935) – биографичен роман
- Йосиф Бродски, „Двадесет сонета за Мария Стюарт“ – поезия
- Едмънд Спенсър, „Вълшебна кралица“ – епическа поема от края на XVI век, която включва и алегорично представяне на конфликта между Мария Стюарт и Елизабет I

### Драматургични произведения
- Фридрих Шилер, „Мария Стюарт“ (1800) – пиеса
- Максуел Андерсън, „Мария Шотландска“ (Mary of Scotland – 1933) – пиеса

### Музика
- Гаетано Доницети – „Мария Стюарт“ (Maria Stuarda) – опера по пиесата на Шилер
- Роберт Шуман композира цикъл песни (Op. 135), вдъхновени от живота на Мария Стюарт.

### Кино
- Mary of Scotland (1936) с Катрин Хепбърн в ролята на Мери
- Marie Stuart (1959) с Мария Мобан Роже Коджио в ролята на Мери
- Mary, Queen of Scots (1971) с Ванеса Редгрейв в ролята на Мери
- Царуване (Reign) (2013) (ТВ сериал) с Аделайда Кейн в ролята на Мери[10]
- Mary Queen of Scots (2019) – Сърша Ронан в ролята на кралица Мария Стюарт, Маргот Роби в ролята на Елизабет I